# Léonce-Abel Mazoyer

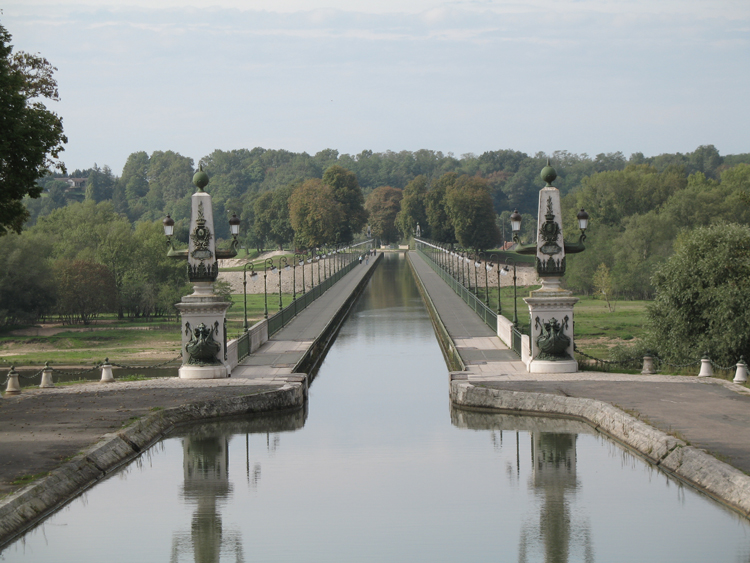
Kanalbrücke Briare

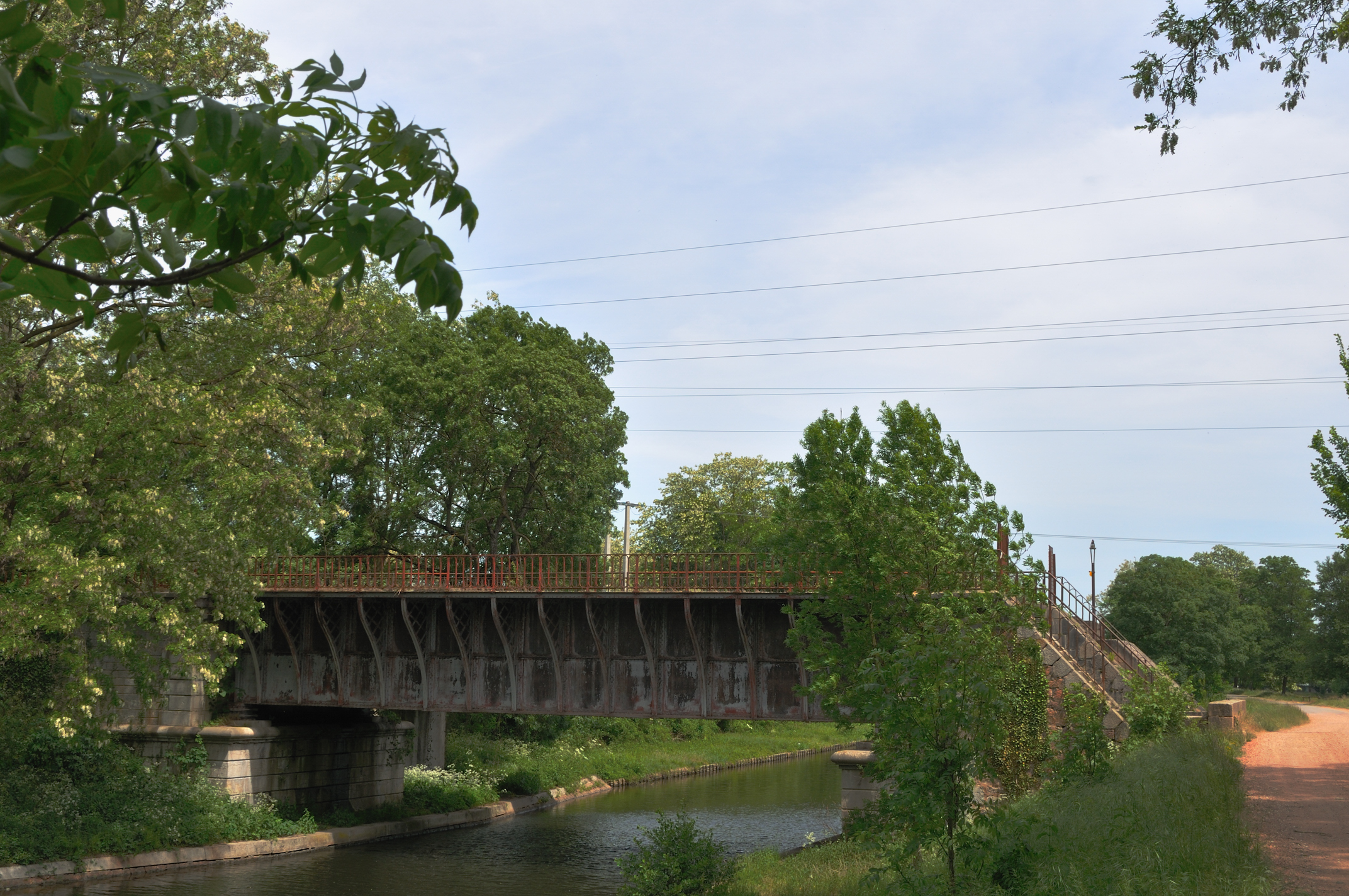
Brücke des kanalisierten Flusses Oudan über den Canal de Roanne à Digoin

Léonce-Abel Mazoyer (geboren am 16. November 1846 in Paris; gestorben am 21. Juli 1910 in Paris) war einer der berühmtesten Straßen- und Brückenbauingenieure Frankreichs. 
Sein bekanntestes Werk ist zweifellos die Kanalbrücke Briare im Département Loiret, die seit ihrer Eröffnung, am 16. September 1896, dem Canal latéral à la Loire (deutsch: Loire-Seitenkanal) ermöglicht, den Fluss Loire zu überqueren und drei Kilometer weiter, den Canal de Briare zu erreichen. Häufig wird die Konzeption dieser Brücke Gustave Eiffel zugesprochen, aber dessen Firma war lediglich an der Bauausführung beteiligt. Mehr als ein Jahrhundert lang hielt diese Brücke mit einer Länge von 662 m den europäischen Rekord für die Länge einer aus Stahl erbauten Kanalbrücke. Erst im Jahr 2003 wurde sie von der Kanalbrücke von Magdeburg, Deutschland, überholt, die 918 m misst. 
In seiner Eigenschaft als Chefingenieur von Nevers war Mazoyer in den Jahren 1890 bis 1909 auch für den Umbau des gesamten Loire-Seitenkanals Canal de Roanne à Digoin und eines Teils des Canal du Nivernais verantwortlich. Diese Umbauarbeiten wurden durch das Gesetz des französischen Ministers für öffentliche Arbeiten Charles de Freycinet erforderlich, der für die Schifffahrtskanäle eine neue Größennorm (Freycinet-Péniche) festlegte. Im Rahmen dieser Arbeiten mussten unzählige Schleusen und Brückenbauwerke modernisiert werden. Besonders hervorzuheben sind 
- der Umbau der Kanalbrücke Le Guétin über den Allier am Canal latéral à la Loire (1890) und
- der Bau der Oudan-Kanalbrücke über den Canal de Roanne à Digoin (1897),

die von Mazoyer persönlich geleitet wurden.
Im Jahr 1870 erhielt Mazoyer Diplome der École polytechnique und der École nationale des ponts et chaussées. 1909 wurde er zum Generalinspektor der Ponts et chaussées berufen. Sein Grab befindet sich auf dem Cimetière du Montparnasse in Paris.